# Mari-Cha IV
Die Mari-Cha IV ist eine als Zweimast-Schoner ausgeführte Maxi-Yacht, die vom Eigner Robert Miller speziell für Rekordversuche geordert wurde. Das Schiff hat bei einer Länge in der Wasserlinie von 40,2 m eine Breite von 9,6 m und eine Verdrängung von 50 t. Eine Besonderheit ist der seitlich schwenkbare Kiel mit einer Kielbombe von 10 t, der ein deutlich stärkeres Aufrichtmoment als ein konventioneller Kiel erzeugen kann.
Mari-Cha IV wurde von den Yachtkonstrukteuren Philippe Briand, Clay Oliver und Greg Elliott so speziell entworfen, dass es unter Deck nur eine spartanische Kabine für den Eigner gab. Die Besatzung – es waren 25 Personen an Bord, um an dem Rennen teilzunehmen – schlief in warmen Kojen auf Rohrbetten (je zwei Mann im Wechsel in einer Koje), die vor und hinter Ballasttanks und riesigen Kisten mit Hydraulikzylindern eingekeilt waren, die ihren Kiel auf beiden Seiten um bis zu 40 Grad neigten. Der flache Unterboden, der eher an ein Surfbrett als an eine Segelyacht erinnerte, und die hoch aufragende Schonertakelung machten sie zu einer sehr schnellen Yacht, die über 40 Knoten erreichen konnte.
Am 9. Oktober 2003 unterbot die Yacht mit 6 Tagen, 17 Stunden, 52 Minuten und 39 Sekunden den bisherigen Rekord für die schnellste West-Ost-Atlantiküberquerung für Einrumpfboote um mehr als zwei Tage, und stellte dabei zugleich mit 525,5 Seemeilen einen neuen 24-Stunden-Rekord für solche Schiffe auf. Dieser Transatlantik-Rekord wurde erst im Jahr 2016 von der Yacht Comanche geschlagen. Während der Rolex Transatlantic Challenge im Jahr 2005 verbesserte die Mari-Cha IV den seit 100 Jahren bestehenden separaten Rekord des Rennschoners Atlantic unter dem Kommando von Charlie Barr für die schnellste Atlantik-Überquerung im Rahmen einer Regatta. Im Juli 2004 eroberte die Yacht auch den Rekord für die schnellste transpazifische Passage von der Westküste der USA nach Hawaii, und unterbot dabei mit 5 Tagen, 5 Stunden, 43 Minuten und 30 Sekunden den vorhergehenden Rekord um rund 32 Stunden.
Im Jahr 2015 wurde die Yacht in Samurai umbenannt und zu einer Fahrtenyacht bei der niederländischen Werft Royal Huisman umgebaut. Der technisch anspruchsvolle schwenkbare Kiel wurde durch einen einfachen Hubkiel ersetzt, um mehr Häfen anlaufen zu können. Das Schiff bekam ein Deckshaus und eine neue Kabine mit einer für Fahrtensegler ausgelegte Inneneinrichtung von 6 Kabinen für 14 Gäste und einer Crew von 8 Personen. Wichtig war dem neuen Eigner, dass das Geschwindigkeitspotential der Yacht erhalten blieb.